# Benjamin Ebrahimzadeh
Benjamin Ebrahimzadeh (* 3. Januar 1980 in Saarbrücken, Deutschland) ist ein ehemaliger deutsch-iranischer Tennisspieler und heutiger -trainer.

## Karriere
In seiner Karriere war Benjamin Ebrahimzadeh nur auf der ITF Future Tour erfolgreich. 2005 gewann er in Frankreich seinen einzigen Titel in der Einzelkonkurrenz. In der Weltrangliste erreichte er mit Rang 512 im Einzel (Januar 2006) und 737 im Doppel (Mai 2007) seine besten Platzierungen.
Ebrahimzadeh, der auch im Besitz der iranischen Staatsbürgerschaft ist, gab 2008 sein Debüt für die iranische Davis-Cup-Mannschaft. In dieser Saison – es war seine einzige im Team – trat er bei fünf Begegnungen an. Dabei gewann er drei seiner vier Einzelpartien, im Spiel gegen Pakistan musste er sich Aisam-ul-Haq Qureshi in zwei Sätzen geschlagen geben. Im Doppel gewann er eine von drei Partien. 2008 spielte er seine letzten Profiturniere.
Seit dem Ende seiner aktiven Zeit ist Ebrahimzadeh als Trainer tätig. Er trainierte Angelique Kerber und Cedrik-Marcel Stebe. Bereits in der Saison 2013 hatte er Kerber zeitweise betreut, ab 2014 begleitete er sie in Vollzeit. Davor war er Cheftrainer an der Alexander Waske Tennis-University. Im März 2015 trennte sich Kerber von Embrahimzadeh. Ab April 2015 arbeitete Ebrahimzadeh als technischer Koordinator für die Champ’ Seed Foundation, einer von Patrick Mouratoglou, dem Trainer von Serena Williams, gegründeten Stiftung. Diese hat es sich zur Aufgabe gemacht, junge Tennistalente zu unterstützen, die nicht die finanziellen Mittel haben, ein internationales Niveau zu erreichen.
Seit Januar 2016 trainierte er die französische Spielerin Alizé Cornet. Im April 2023 trat er auf Probe die Nachfolge von Nicolás Massú als Trainer des Österreicher Dominic Thiem an. Am 30. Januar 2024 beendete sie die Zusammenarbeit wieder.
Daneben kommentiert er Tennisübertragungen für den Fernsehsender Eurosport.
Benjamin Ebrahimzadeh ist verheiratet und hat zwei Kinder.